# حسين أباد (حسن أباد)
حسين أباد (بالفارسية: حسین‌آباد) هي منطقة سكنية تقع في فارس في إيران.